# Schalleria latilamellata
Schalleria latilamellata är en kvalsterart som beskrevs av Balogh och Sandór Mahunka 1980. Schalleria latilamellata ingår i släktet Schalleria och familjen Microzetidae. Inga underarter finns listade i Catalogue of Life.